# Alexander Sebaldt
Alexander Sebaldt, född 14 mars 1743 på Högtomta, Ukna socken, Kalmar län, död omkring 1823, var en svensk dekorationsmålare.
Han var son till trumpetaren Christian Fredric Sebaldt och Anna Maria Hogvald och från 1774 gift med Anna Maria Stenberg samt far till stadsmålaren Carl Fredrik Sebaldt. Sebaldt utförde 1773 dekorationsmålningar i Södra Vi kyrka 1773 och Vimmerby kyrka 1790.